# ارزش شوک‌آور
شوک ارزشی یا ارزش شوک‌آور (به انگلیسی: Shock value) مفهومی است که به استفاده از پتانسیل محتوای تحریک‌آمیز، جنجالی یا هیجان‌انگیز در اشکال مختلف رسانه‌ها و هنر، اعم از تصویر، متن، کنش یا اشکال دیگری از ارتباط برای برانگیختن واکنش احساسی شدید مخاطب اشاره دارد. این می‌تواند شامل عناصری مانند خشونت گرافیکی، محتوای جنسی صریح، فحاشی یا سایر موضوعات تابو باشد. هدف استفاده از ارزش شوک اغلب جلب توجه، برانگیختن بحث، به چالش کشیدن هنجارهای اجتماعی یا ایجاد تأثیر به یاد ماندنی بر بیننده یا خواننده است. ارزش شوک می‌تواند اشکال مختلفی داشته باشد، از محتوای صریح یا تحریک آمیز گرفته تا پیچش‌های غیرمنتظره یا تصاویر دراماتیک.
در ادبیات و روزنامه‌نگاری، ارزش شوک می‌تواند برای روشن کردن حقایق ناراحت‌کننده، به چالش کشیدن تابوهای اجتماعی، یا برانگیختن تفکر انتقادی استفاده شود. نویسندگان و روزنامه‌نگاران ممکن است از زبان و تصاویر صریح و تحریک‌آمیز، موضوعات بحث‌برانگیز، یا توصیف‌های گرافیکی برای جلب توجه به موضوعات مهم یا به چالش کشیدن تصورات از پیش تعیین‌شده خوانندگان استفاده کنند اما نکته مغفول این است که استفاده مکرر از تبلیغات شوک در روزنامه‌نگاری، منجر به بی‌تفاوتی جامعه نسبت به موضوعی که روزنامه‌نگاران سعی در برجسته‌سازی آن به کمک شوک ارزشی دارند می‌شود.
توجه به این نکته مهم است که در حالی که ارزش شوک می‌تواند ابزار قدرتمندی برای برانگیختن بحث و افزایش آگاهی باشد، همچنین می‌تواند برای اهداف کاملاً هیجان انگیز مورد سوء استفاده قرار گیرد یا از آن بهره‌برداری شود. مانند هر شکلی از بیان، تأثیر ارزش شوک به زمینه، قصد و ملاحظات اخلاقی مرتبط بستگی دارد.

## در تبلیغات
تبلیغات شوک‌آور (به انگلیسی: Shock advertising) موضوعی میان رشته‌ای است که هم پژوهشگران رسانه و ارتباطات آن را مطالعه می‌کنند، هم مورد توجه فعالان حوزهٔ بازاریابی قرار دارد. ریشهٔ استفاده از تبلیغات شوک در فضای آشفته تبلیغاتی در جوامع امروزی نهفته است. بازاریابان در عین تلاش برای درهم‌شکستن این آشفتگی برای جلب توجه به برند خودشان تلاش می‌کنند و در نتیجهٔ این امر از تبلیغات شوک استفاده می‌کنند.
تعاریفی که پژوهشگران از تبلیغات شوک‌آور ارائه داده‌اند چندان با یکدیگر تعارض ندارد؛ مثلاً دارن دال، متخصص بازاریابی کانادایی، می‌نویسند تبلیغات شوک‌آور نوعی از تبلیغات است که «عمداً، و نه سهواً، هنجارها و ارزش‌های شخصی و اجتماعی را به‌گونه‌ای نقض می‌کنند که صرف نظر از دلیل نامناسب بودن، ناشایست بودن، مبتذل بودن یا از منظر زیبایی‌شناختی نامناسب بودنشان، توهین‌آمیز یا «تکان‌دهنده» تلقی شوند و مخاطب خود را مبهوت و آزرده می‌کند». یا برای مثال پیکتون می‌نویسد: «تبلیغات هدفمند، توهین آمیز، بحث‌برانگیز و جلب توجه کننده‌ای که برای فروش یک محصول یا ترویج یک ایده خاص تولید و منتشر می‌شوند».
تبلیغات شوک‌آور اصولاً طراحی شده تا توجه‌ها را جلب کند و سر و صدا ایجاد کند، و همچنین برای جذب مخاطب به یک برند خاص یا آگاهی بخشی به یک موضوع خاص خدمات عمومی مانند مشکل بهداشتی، مثلاً تشویق رانندگان برای استفاده از کمربند ایمنی، ترویج پیشگیری از STD، آگاهی از نژادپرستی و سایر بی عدالتی‌ها، یا منع سیگار کشیدن در بین نوجوانان.
دال مطابق با تعریف خود، یک دسته‌بندی با هفت گونه شوک تبلیغاتی ارائه می‌کند:
1. تصاویر منزجر کننده، که شامل تصاویر حاوی خون، اعضای بدن، شکاف، بیماری، انگل، مرگ یا آسیب بدنی است.
2. ارجاعات جنسی به خودارضایی، برهنگی یا اعمال جنسی.
3. فحاشی و ناسزاگویی که در آن از عبارات قبیح، حرکات بی ادبانه یا نوشته‌های نژادپرستانه استفاده می‌شود.
4. ابتذال در تصاویر، که بدون پیچیدگی و زمخت اعمال می‌شود. به عنوان مثال، نشان‌دادن دفع باد معده
5. کم‌پوشی یا بی حیایی یا به عبارت دیگر نقض شئونات و آداب اجتماعی.
6. توهین اخلاقی که در آن تصاویر افراد یا حیوانات بی‌گناه را نشان می‌دهد که آسیب دیده‌اند. این دسته بدون خشونت یا ارجاع جنسی، از تصویر افرادی استفاده می‌کند که خشونت رفتار ناعادلانه یا استفاده از کودکان در موقعیت‌های آزاردهنده را تحریک می‌کنند (به عنوان مثال، هیتلر).
7. شکستن تابوهای مذهبی که در آن بازاریابان به‌طور نامتناسبی از نمادهای مذهبی یا معنوی یا شخصیت‌های دینی استفاده می‌کنند.[۷]

در تبلیغات و بازاریابی، ارزش شوک اغلب برای جلب توجه و ایجاد یک اثر به یاد ماندنی استفاده می‌شود. تبلیغاتی که از تصاویر یا پیام‌های تکان‌دهنده یا غیرمنتظره استفاده می‌کنند، به احتمال زیاد در یک چشم‌انداز رسانه‌ای شلوغ برجسته می‌شوند و سروصدا ایجاد می‌کنند. با این حال، این رویکرد می‌تواند مخاطره‌آمیز باشد، زیرا ممکن است برخی از بینندگان را از خود دور کند یا اگر محتوا توهین‌آمیز یا نامناسب تلقی شود، منجر به واکنش شدید شود…
گروه بنتون به دلیل استفاده از تبلیغات شوک در کمپین‌های خود تحت نظارت ویژه قرار گرفته است چرا که منجر به خشم عمومی و شکایات مصرف‌کنندگان می‌شود با این‌حال، چندین مورد از تبلیغات بنتون نیز به دلیل افزایش آگاهی در مورد مسائل اجتماعی مهم و «موضع گرفتن» در برابر نقض حقوق بشر، آزادی‌های مدنی و حقوق محیط زیست مورد تحسین قرار گرفته است.
از دیگر تبلیغات تکان‌دهنده منتشر شده توسط بنتون، می‌توان به تصویری از یک اردک پوشیده از نفت (به مسائل نشت نفت و پاکی اقیانوس‌ها)، مردی که بر اثر ایدز در حال مرگ است، سربازی که استخوان انسان را در دست دارد و همچنین نوزاد تازه به دنیا آمده‌ای که هنوز به آن چسبیده است، اشاره کرد. بند ناف آن، که به ظاهر به عنوان سرود زندگی در نظر گرفته شده بود، اما در واقع یکی از مذموم‌ترین تصاویر در تاریخ تبلیغات بنتون بود. اولیویرو توسکانی، عکاس بنتون که در بسیاری از تبلیغات تکان‌دهنده آن مشارکت داشته است، در رابطه با تبلیغاتی که در مورد مردی که بر اثر ایدز در حال مرگ است، گفت که «می‌خواهد از انجمن تبلیغات پوستر برای آگاه کردن مردم از این [ایدز] استفاده کند. فاجعه در زمانی که هیچ‌کس جرأت نشان دادن بیماران ایدز را نداشت.»
مکس ساترلند و آلیس کی سیلوستر در کتاب خود با عنوان «تبلیغات و ذهن مصرف‌کننده: چه کار می‌کند، چه کار نمی‌کند و چرا» استفاده از ارزش شوک در تبلیغات و تأثیرات آن بر رفتار مصرف‌کننده را بررسی می‌کنند و نمونه‌های متعدد دیگری از کاربرد ارزش شوک در تبلیغات را گرد هم می‌آورند.
اگرچه تبلیغات شوک مؤثر است و احتمالاً منجر به افزایش آگاهی از برند و افزایش امکان رشد میزان فروش بشود، تبلیغات شوک ممکن است مصرف‌کنندگان را بیگانه کند و باعث ایجاد انزجار نسبت به برند شود. این امر می‌تواند تا تحریم برند پیش برود. لایت فوتدر موافقت با همین ایده بیان می‌کنند که اگرچه تبلیغات شوک در همه جا وجود دارد، هم در فیلم، هم در تلویزیون و هم در تبلیغات، اما این محتواها به مرور ارزش شوک خود را از دست می‌دهند. اندرسون، هدلین، نیلسون و ولندر نیز به‌واسطهٔ مطالعه خود متوجه شدند که یک تبلیغ ممکن است خیلی تکان‌دهنده باشد و باعث ایجاد تصویری منفی از برند در ذهن مصرف‌کننده باشد که می‌تواند منجر به از دست‌دادن مشتری شود.
باوجود اینکه تبلیغات شوک ممکن است یک نام تجاری یا محصول را به مردم بشناسانَد، اما اثر طولانی مدت شوک تبلیغات هنوز ناشناخته است و در نتیجهٔ همین امر، اثربخشی تبلیغات شوک برای بسیاری از متخصصان مورد تردید قرار گرفته است. (مک دونالد، 2008).

## در موسیقی
شوک راک یک اصطلاح گسترده برای آن دسته از هنرمندانی است که موسیقی راک را با عناصری از ارزش شوک تئاتر در اجراهای زنده ترکیب می‌کنند. اسکریمین جی هاوکینز مسلماً اولین شوک راک بود. هاوکینز پس از موفقیت آهنگ ۱۹۵۷ خود به نام "I Put a Spell on You" شروع به اجرای یک شیرین‌کاری تکراری در بسیاری از برنامه‌های زنده خود کرد: او از یک تابوت بیرون می‌آمد، در یک میکروفون جمجمه‌ای شکل آواز می‌خواند و بمب‌های دودزا را به راه می‌انداخت. سایر بازیگران عبارت‌اند از: آلیس کوپر، مرلین منسون، رامشتاین، ایگی پاپ.
ارزش شوک در موسیقی هیپ هاپ و گاهی در ژانر وحشت نیز محبوب است. سه نمونه قابل توجه امینم، دلقک مجنون پوس و تایلر، خالق هستند.

## در هنر
ارزش شوک نیز در دنیای هنر با اظهار نظر در مورد موقعیت‌های دنیای واقعی یا ابراز وجود.(از فیلم ادرار مسیح تا فیلم هنری برگشت‌ناپذیر) تا نقطه انتقاد و بحث استفاده می‌شود. در هنر و سرگرمی، ارزش شوک اغلب برای به چالش کشیدن وضعیت موجود، عبور از مرزهای آنچه قابل قبول یا عادی تلقی می‌شود و برانگیختن واکنش در مخاطب استفاده می‌شود. این را می‌توان از طریق موضوع بحث‌برانگیز، تصاویر گرافیکی یا صریح، یا تکنیک‌های داستان سرایی نامتعارف به دست آورد.
یکی از منابعی که این موضوع را مورد بررسی قرار داده، «شوک نو: هنر و قرن تغییر» نوشته رابرت هیوز است. این کتاب به بررسی نقش ارزش شوک در هنر مدرن و تأثیر آن بر جامعه و فرهنگ می‌پردازد.